# Maria Rosaria Manieri
Maria Rosaria Manieri (Nardò, 30 maggio 1943) è una politica italiana.
Docente di filosofia morale, è stata senatrice della Repubblica per cinque legislature.

## Biografia
Consigliere comunale e assessore a Nardò, è stata senatrice ininterrottamente dal 1987 al 2006, prima con il Partito Socialista Italiano, poi con i Socialisti Italiani e in seguito con i Socialisti Democratici Italiani. Alle elezioni politiche del 2006 non fu rieletta. In quell'occasione gli esponenti della sua lista, la Rosa nel Pugno, reclamarono l'assegnazione di quattro seggi al Senato: in lizza per i posti eventualmente lasciati liberi vi sarebbe stata l'esponente socialista, senza riuscirci.
È professoressa associata di Filosofia morale presso l'Università del Salento e autrice di diversi studi sui temi dell'umanesimo e delle relazioni tra politica e morale, sulla donna e sulla famiglia moderna. Ha ricevuto nel 1999 il Premio Mediterraneo Donna.

## Opere

### Saggi
- Donna e capitale. Marsilio, 1976. ISBN 978-88-31-71580-5.
- Bisogni e politica: oltre Hegel e Marx. Edizioni Dedalo, 1980. ISBN 978-88-22-00356-0.
- La fondazione etica del socialismo: F.S. Merlino. Edizioni Dedalo, 1983. ISBN 978-88-22-03804-3.
- Fraternità: Rilettura civile di un'idea che può cambiare il mondo. Marsilio, 2013. ISBN 978-88-31-71580-5.
- Cacciatori di futuro: I giovani pugliesi e il cambiamento. Ledizioni, 2016. ISBN 978-88-67-05406-0.